# Piet Gunning
Piet Gunning   (Hoogkerk, 5 de juliol de 1913 - Bloemendaal, 23 de maig de 1967) va ser un jugador d'hoquei sobre herba neerlandès que va competir durant la dècada de 1930.
El 1936 va prendre part en els Jocs Olímpics de Berlín, on va guanyar la medalla de bronze com a membre de l'equip neerlandès en la competició d'hoquei sobre herba.